# Vénus persuadant Hélène d'aimer Pâris
Vénus persuadant Hélène d'aimer Pâris est un tableau d'Angelica Kauffmann peint en 1790 et conservé au musée de l'Ermitage de Saint-Pétersbourg. Il représente un épisode du jugement de Pâris qui a provoqué le déclenchement de la guerre de Troie. En effet, Pâris (à droite du tableau, vêtu en berger) doit choisir par la Pomme d'or de la discorde la plus belle des trois déesses de l'Olympe, entre Junon, Athéna et Vénus. Il choisira Vénus, car celle-ci lui a promis l'amour d'Hélène. 
Cette scène montre Vénus assise à la gauche d'Hélène, la persuadant d'aimer Pâris. Celui-ci est déjà convaincu et avance de pied ferme, mais le haut du corps est en retrait, car il est légèrement intimidé et attend la réponse d'Hélène. Cupidon, auxiliaire de Vénus, le guide en tenant son manteau et tient son arc à deux flèches. L'amour futur est symbolisé par les deux colombes blanches installées sur le manteau de Vénus. La déesse de l'amour tient Hélène par l'épaule et le bras pour la convaincre en la regardant droit dans les yeux. Hélène vêtue de bleu a un regard plus soumis et elle élève les yeux vers Pâris, le visage de profil. Le jeu de regard des trois personnages principaux compose une ligne imaginaire importante du tableau.

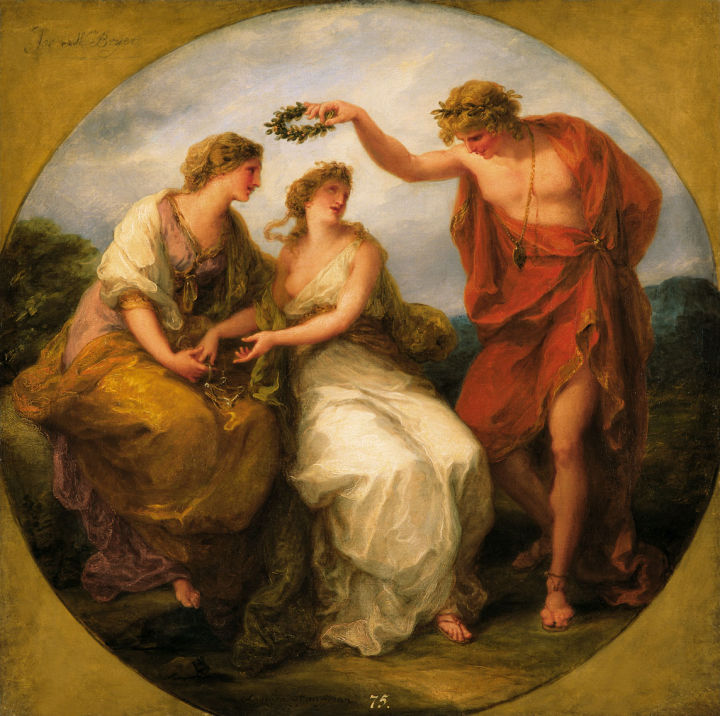
La scène rappelle dans ses trois figures l'œuvre encore rocaille intitulée La Beauté guidée par la Prudence et couronnée par la Perfection (musée d'art de Tallinn, 1780)

La scène se passe sur un péristyle. Elle est limitée au fond par la base des colonnes devant un bosquet. Au fond à droite, derrière Pâris, un paysage de collines ouvre la perspective. La construction du tableau est complexe, avec une lumière venant de la gauche. La lumière passe du bras passif d'Hélène à la poitrine (siège de l'action courageuse) de Vénus et enfin au corps de Cupidon qui est ainsi au centre de la scène et le plus éclairé. C'est de lui en effet que dépend le sort des amoureux.
Le style de ce tableau est résolument néoclassique et élégant. Il est bien sûr allusif et l'on ne voit ni Pâris - après avoir « opté pour celle qui lui offrit l'amère luxure » - ni Hélène dans des poses lascives, contrairement aux peintres de la Renaissance et de l'âge baroque sur le même sujet. Angelica Kauffmann, qui demeurait à Rome depuis huit ans (et qui y avait séjourné à de nombreuses reprises auparavant), réunissait dans son atelier près du Pincio toute une société aristocratique et cultivée qui se passionnait pour le renouveau de l'Antiquité. Elle invita notamment Goethe ou la duchesse de Saxe-Weimar au cours de leurs séjours dans la Ville éternelle.